# 文化露寇

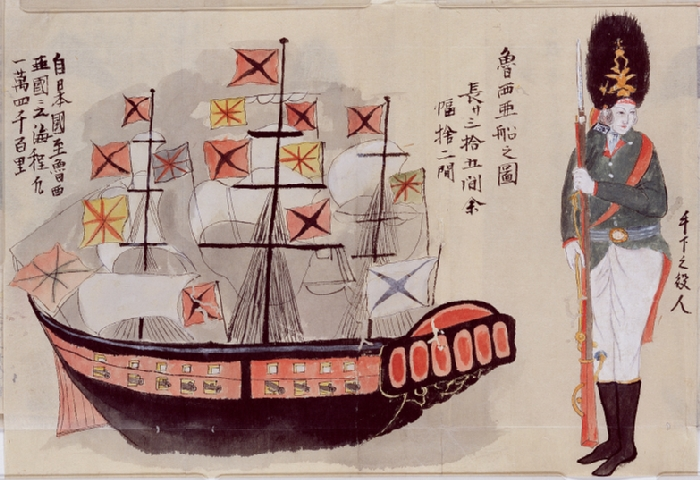
日本側が記録したレザノフの船と部下

文化露寇（ぶんかろこう）は、文化3年（1806年）と文化4年（1807年）にロシア帝国から日本へ派遣された外交使節だったニコライ・レザノフが部下に命じて日本側の北方の拠点を攻撃させた事件。事件名は日本の元号に由来し、ロシア側からはフヴォストフ事件（ロシア語: Инцидент Хвостова）とも呼ばれる。

## 概要
江戸時代後期の1804年、ロシア皇帝アレクサンドル1世から派遣されたニコライ・レザノフにより行われた通商要求行動の後にロシア側から行われた軍事行動である。それに先だってロシアはエカチェリーナ2世治下の1792年、アダム・ラクスマンを根室に派遣し、日本との通商を要求したが、江戸幕府はシベリア総督の信書を受理せず、通商要求に対しては長崎への廻航を指示、ラクスマンには長崎への入港許可証（信牌）を交付した。
文化元年（1804年）、これを受けて信牌を持参したレザノフが長崎に来航し、半年にわたって江戸幕府に交渉を求めたが、結局幕府は通商を拒絶し続けた。レザノフは幽閉に近い状態を余儀なくされた上、交渉そのものも全く進展しなかったことから、日本に対しては武力をもって開国を要求する以外に道はないという意見を持つに至り、また、日本への報復を計画し、樺太や択捉島など北方における日本側の拠点を部下に攻撃させた。レザノフの部下ニコライ・フヴォストフは、文化3年（1806年）には樺太の松前藩居留地を襲撃し、その後、択捉島駐留の幕府軍を攻撃した。幕府は新設された松前奉行を司令官に、弘前藩、南部藩、庄内藩、久保田藩から約3,000名の武士が徴集され、宗谷や斜里など蝦夷地の要所の警護にあたった。しかし、これらの軍事行動はロシア皇帝の許可を得ておらず、不快感を示したロシア皇帝は、1808年全軍に撤退を命令した。これに伴い、蝦夷地に配置された諸藩の警護藩士も撤収を開始した。なお、この一連の事件では、日本側に、利尻島で襲われた幕府の船から石火矢（大砲の一種）が奪われたという記録が残っている（後述）。

### 樺太への襲撃
文化3年9月11日（1806年10月22日）、樺太の久春古丹に短艇で上陸したロシア兵20数名は、銃で威嚇して17、18歳のアイヌの住民の子供1人を拉致した。13日にも30数人の兵が再び上陸し運上屋の番人4名を捕えた後、米六百俵と雑貨を略奪し11箇所の家屋を焼き、魚網及び船にも火を放ち、前日拉致した子供を解放して帰船。ロシア側本船は17日に出帆しその地を去った。船を焼失した影響で連絡手段が絶たれたため、翌年4月になってこの事件が松前藩及び幕府に報告された。

### シャナ事件
文化4年4月23日、ロシア船二隻が択捉島の西、内保湾に入港した。番人はこれを紗那の幕府会所に通報した。紗那は幕府会所のある同島の中心地であり弘前藩、盛岡藩兵により警護されていた。箱館奉行配下の役人・関谷茂八郎はこの報に接し、兵を率いて内保まで海路で向かうがその途中、内保の盛岡藩の番屋が襲撃され、中川五郎治ら番人5名を捕え米、塩、什器、衣服を略奪して火を放ち、本船に帰り既に出帆したとの報を受ける。関谷は内保行きを中止して紗那に戻り、その守りを固める。
4月29日、ロシア船が紗那に向けて入港してくる。即時交戦を主張した弘前、盛岡の隊長の意見を退けた幕吏達は、まず対話の機会を探るため箱館奉行配下の通訳・川口陽介に白旗を振らせて短艇で上陸しようとするロシア兵を迎え入れようとするが、ロシア兵はこれを無視し上陸後即座に日本側に銃撃をしかけたため、川口は股部を銃が貫通し負傷する。幕吏もようやく対話の困難を認め弘前、盛岡藩兵に応戦を命じるも、圧倒的な火力の差に日本側は苦戦する。夕刻となりロシア側は本船に帰船。艦砲射撃により陸上を威嚇する。このような圧倒的な戦力差により戦意を失った指揮官の戸田又太夫、関谷茂八郎達は、紗那を捨て撤退することを決意する。幕吏の間宮林蔵や久保田見達はこの場での徹底抗戦を主張するも戸田らに退けられる。これにより敗戦の責任を痛感した戸田は、留別へ向けて撤退中の野営陣地にて自害している。一行は振別に到着後多少の人員を箱館に送還し、弘前・南部藩兵は警備の都合上そのまま振別に駐屯させている。
5月1日、日本側が引き揚げた紗那幕府会所にロシア兵が上陸。倉庫を破り米、酒、雑貨、武器、金屏風その他を略奪した後放火する。翌2日にも上陸し、この際に戦闘で負傷しその場に留まっていた南部藩の砲術師、大村治五平がロシア側の捕虜となっている。5月3日、ロシア船は出帆し紗那を去る。
6月6日、捕虜となっていた大村治五平や番人達が解放され宗谷に帰還する。

## 影響
この事件は、爛熟した化政文化の華が開き、一見泰平にみえる日本であらためて国防の重要性を覚醒させる事件となった。江戸幕府の首脳はロシアの脅威を感じることとなり、以後、幕府は鎖国体制の維持と国防体制の強化に努めた。また、日露関係の緊張によって、幕府は自らの威信を保つためにも内外に対して強硬策を採らざるを得なくなった。このことは1811年のゴローニン事件の原因となった。さらに、この事件は平田篤胤が国学を志すきっかけとなったともいわれている。
2010年、文化露寇の際にロシア側が日本から分捕った品々の多くはロシア政府に渡り、現在サンクトペテルブルクの人類学・民俗学博物館（クンストカメラ）に収蔵されていることが東京大学史料編纂所の調査で明らかになった。内訳は南部兵の甲冑や刀、鑓、鉄砲といった武器を始め日用品も含まれているが、接収された大砲3門のうちのフランキ砲の1門には「FRCO」を重ね文字で表す印章が附されている。この印章は「フランシスコ」の洗礼名を表し、キリシタン大名・大友宗麟が用いた「国崩し」の1つだと考えられる。